# 모로와촌
모로와촌(諸和村)은 아이치현 아이치군에 설치되었던 촌이다. 현재의 도고정 북부에 해당한다.